# Post Office Research Station
Die Post Office Research Station (deutsch „Postforschungsstelle“) war von 1923 bis 1976 die Forschungsstelle des General Post Office (damals die Postbehörde) des Vereinigten Königreichs mit Sitz in Dollis Hill, einem Stadtteil im Londoner Stadtbezirk Brent.

## Geschichte

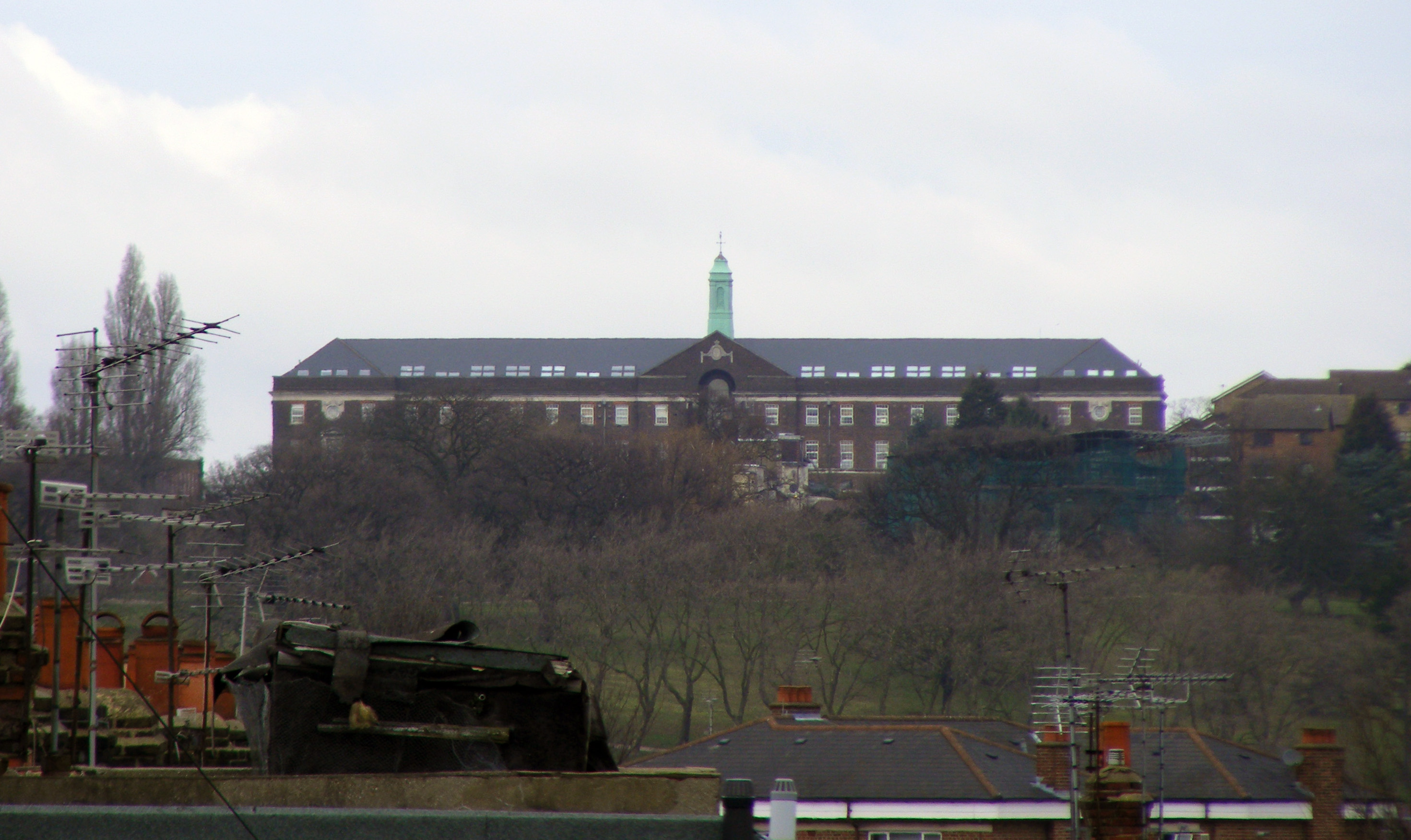
Das Gebäude der ehemaligen Post Office Research Station im Londoner Stadtteil Dollis Hill (Foto von 2010)

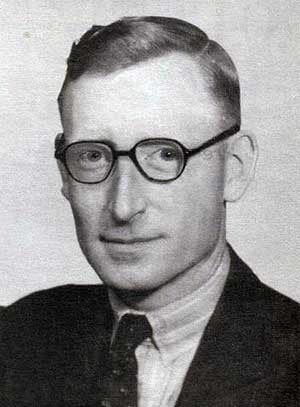
Einer der berühmtesten Mitarbeiter der Post Office Research Station war Tommy Flowers (1905–1998)

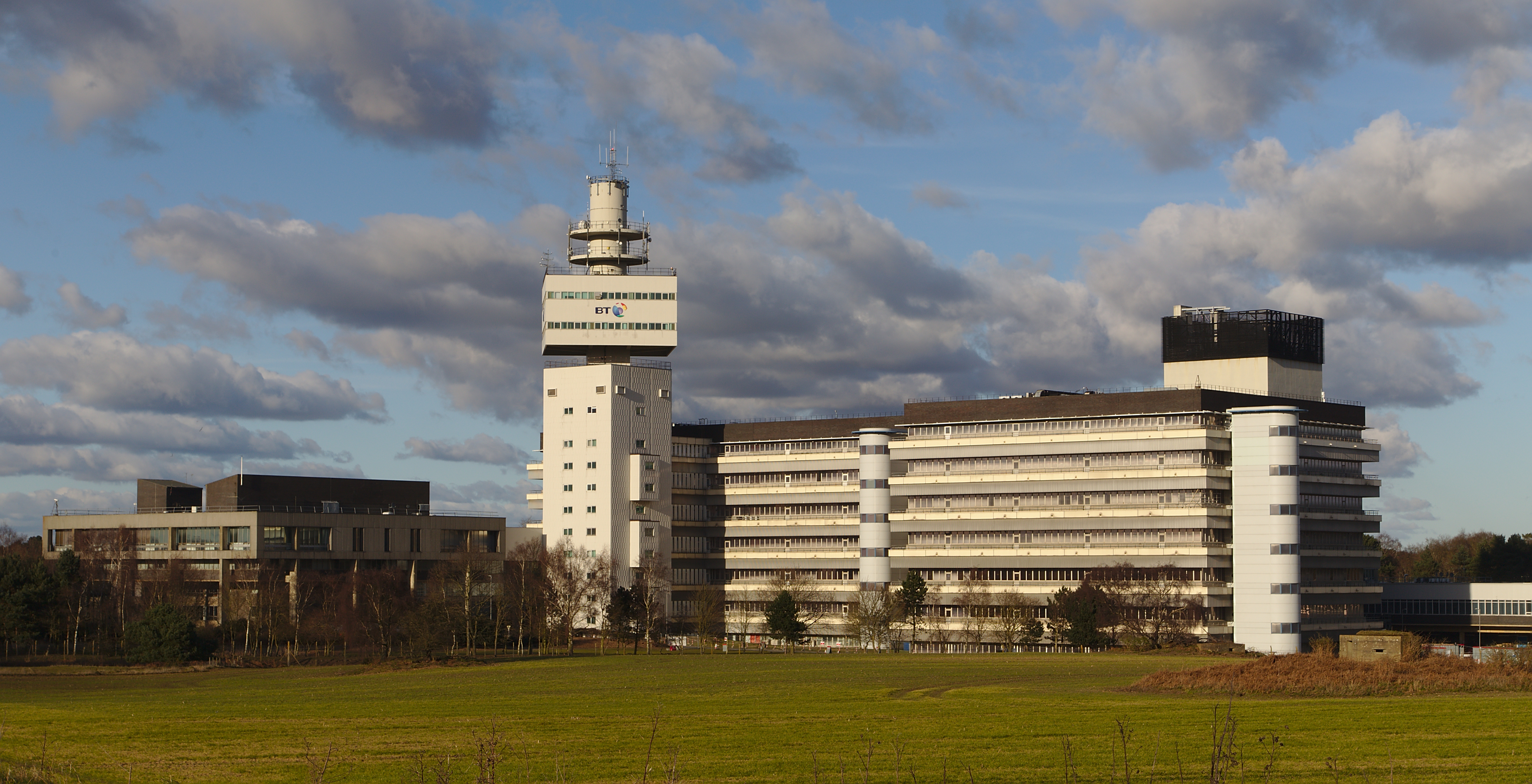
Der heutige Sitz der ehemaligen Post Office Research Station unter dem Logo der British Telecommunications in der Grafschaft Suffolk (Foto von 2016)

Nachdem bereits 1914 erkannt worden war, dass das britische Postwesen verbesserte Forschungseinrichtungen benötigte, wurde nach geeigneten Räumlichkeiten für eine permanente Forschungsstelle gesucht. Fünf Jahre später wurde dazu das Gelände am Dollis Hill (Dollis-Hügel) erworben und zunächst hölzerne Baracken errichtet, bis im Jahr 1923 das steinerne Hauptgebäude fertig war.
Die 1930er-Jahre waren durch rasanten Fortschritt auf dem Gebiet der Telekommunikation gekennzeichnet, wozu auch die Forscher und Entwicklungsingenieure von Dollis Hill, wie Tommy Flowers, wesentlich beitrugen. Beispiele sind die damals verlegten Transatlantik-Tiefseekabel sowie frühe Fernsehversuchssendungen der BBC.
Während des Zweiten Weltkriegs arbeiteten dort auch Kryptoanalytiker aus Bletchley Park (B.P.) und entwickelten kryptanalytische Methoden und Geräte zum Bruch der von der deutschen Wehrmacht im Zweiten Weltkrieg zur Verschlüsselung ihrer hochgeheimen strategischen Funkfernschreibverbindungen eingesetzten Lorenz-Schlüsselmaschine (Eigenbezeichnung: Schlüssel-Zusatz 40; kurz: SZ 40; englischer Deckname Tunny; deutsch „Thunfisch“).
Die Arbeiten während des Krieges gipfelten in der durch Tommy Flowers durchgeführten Entwicklung des ersten programmierbaren Röhrencomputers der Welt, genannt Colossus, der ab Februar 1944 erfolgreich gegen den deutschen Schlüsselzusatz eingesetzt wurde.
Nach dem Krieg, in den 1960er-Jahren, wurde der Platz am Dollis Hill für die stetig wachsende Personalstärke zu klein. Die Forschungsstelle zog nach Auflösung des General Post Office schließlich 1976 in ihre neue Zentrale nach Martlesham Heath, nahe Ipswich in der Grafschaft Suffolk gelegen. Zunächst firmierte sie dort weiter unter ihrem alten Namen, bevor sie zunächst in BT Research Laboratories (deutsch „Forschungslaboratorien der British Telecommunications“) und schließlich in Adastral Park umbenannt wurde. Die ehemaligen Räumlichkeiten der Forschungsstelle am Dollis Hill wurden in den 1990er-Jahren in 62 Apartments umgewandelt, genannt Chartwell Court, und liegen an einer inzwischen nach Tommy Flowers benannten Straße, dem Flowers Close.

## Ähnliche Einrichtungen in anderen Ländern
Ähnliche Einrichtungen gab oder gibt es auch in anderen Ländern, dazu zählen:
- In der Bundesrepublik Deutschland das Posttechnische Zentralamt sowie das Fernmeldetechnische Zentralamt, beide waren in Darmstadt angesiedelt.